# سیارک ۱۳۸
سیارک ۱۳۸ (به انگلیسی: 138 Tolosa) صد و سی و هشتمین سیارک کشف شده‌است که در ۱۹ مه ۱۸۷۴ کشف شد.
قدر مطلق سیارک برابر ۸٫۷۵ است.